# Europees kampioenschap crosstriatlon
Het Europees kampioenschap crosstriatlon is een jaarlijks kampioenschap georganiseerd door de European Triathlon Union (ETU) voor crosstriatleten. Het eerste Europees kampioenschap werd georganiseerd te Ibiza in 2007.

## Erelijst

### Heren
| Editie | Jaar | Locatie        | Goud              | Zilver            | Brons            |
| ------ | ---- | -------------- | ----------------- | ----------------- | ---------------- |
| 1      | 2007 | Ibiza          | Eneko Llanos      | Hektor Llanos     | Rubén Bravo      |
| 2      | 2008 | Ameland        | Robert Barel      | Paul Embrechts    | Mikko Vastaranta |
| 3      | 2009 | Sardinië       | Franky Batelier   | Rubén Ruzafa      | Olivier Marceau  |
| 4      | 2010 | Myjava         | Franky Batelier   | Víctor del Corral | Tomáš Jurkovič   |
| 5      | 2011 | Visegrád       | Víctor del Corral | Olivier Marceau   | Karel Zadák      |
| 6      | 2012 | Den Haag       | Víctor del Corral | Kris Coddens      | Brice Daubord    |
| 7      | 2013 | Strobl         | Jan Čelůstka      | Alessio Picco     | Jan Kubíček      |
| 8      | 2014 | Sardinië       | Kris Coddens      | Arthur Forissier  | Jim Thijs        |
| 9      | 2015 | Schluchsee     | Arthur Forissier  | Jens Roth         | Malte Plappert   |
| 10     | 2016 | Vallée de Joux | Rubén Ruzafa      | Kris Coddens      | Brice Daubord    |
| 11     | 2017 | Târgu Mureș    | Marcello Ugazio   | Arthur Serrieres  | Jan Kubíček      |
| 12     | 2018 | Ibiza          | Tim Van Hemel     | Brice Daubord     | Marcello Ugazio  |
| 13     | 2019 | Târgu Mureș    | Rubén Ruzafa      | Tim Van Hemel     | Tommaso Gatti    |

### Dames
| Editie | Jaar | Locatie        | Goud             | Zilver             | Brons             |
| ------ | ---- | -------------- | ---------------- | ------------------ | ----------------- |
| 1      | 2007 | Ibiza          | Carina Wasle     | Sibylle Matter     | Ingrid van Lubek  |
| 2      | 2008 | Ameland        | Ingrid van Lubek | Sibylle Matter     | Judy van den Berg |
| 3      | 2009 | Sardinië       | Renata Bucher    | Sibylle Matter     | Judy van den Berg |
| 4      | 2010 | Myjava         | Carina Wasle     | Maud Golsteyn      | Judy van den Berg |
| 5      | 2011 | Visegrád       | Renata Bucher    | Marion Lorblanchet | Carina Wasle      |
| 6      | 2012 | Den Haag       | Helena Erbenová  | Carina Wasle       | Maud Golsteyn     |
| 7      | 2013 | Strobl         | Kathrin Müller   | Maud Golsteyn      | Helena Erbenová   |
| 8      | 2014 | Sardinië       | Kathrin Müller   | Renata Bucher      | Helena Erbenová   |
| 9      | 2015 | Schluchsee     | Renata Bucher    | Helena Erbenová    | Carina Wasle      |
| 10     | 2016 | Vallée de Joux | Michelle Flipo   | Jacqueline Slack   | Myriam Guillot    |
| 11     | 2017 | Târgu Mureș    | Brigitta Poór    | Morgane Riou       | Carina Wasle      |
| 12     | 2018 | Ibiza          | Nicole Walters   | Laura Gómez Ramón  | Sofiya Pryyma     |
| 13     | 2019 | Târgu Mureș    | Morgane Riou     | Eleonora Peroncini | Sandra Mairhofer  |